# Pherbellia brunnipes
Pherbellia brunnipes är en tvåvingeart som först beskrevs av Johann Wilhelm Meigen 1838.  Pherbellia brunnipes ingår i släktet Pherbellia och familjen kärrflugor. Arten är reproducerande i Sverige. Inga underarter finns listade i Catalogue of Life.